# Kauern
Kauern ist eine Gemeinde im thüringischen Landkreis Greiz. Der Ort gehört zur Verwaltungsgemeinschaft Ländereck.

## Geographie

### Geographische Lage
Kauern liegt im Ronneburger Acker- und Bergbaugebiet zwischen den beiden Städten Gera und Ronneburg. Das gesamte östliche Gemeindegebiet war Bergbaugebiet und ist in die Neue Landschaft Ronneburg umgewandelt worden. Im Süden der Gemeinde verläuft die Wipse in Ost-West-Richtung zur Weißen Elster bei Gera-Liebschwitz. Die nördliche Gemeindegrenze wird vom Gessenbach tangiert.

### Nachbargemeinden
Angrenzende Gemeinden sind Hilbersdorf und Ronneburg im Landkreis Greiz sowie die kreisfreie Stadt Gera. Gera grenzt mit der Kernstadt (Kaimberg und Poris-Lengefeld) sowie den Ortsteilen Falka (Otticha) und Thränitz (Collis) an.

### Gemeindegliederung
Die Gemeinde untergliedert sich in Kauern und den Ortsteil Lichtenberg mit der Ortslage Loitzsch. Zum Gemeindegebiet gehört der frühere Ort Gessen.

## Geschichte

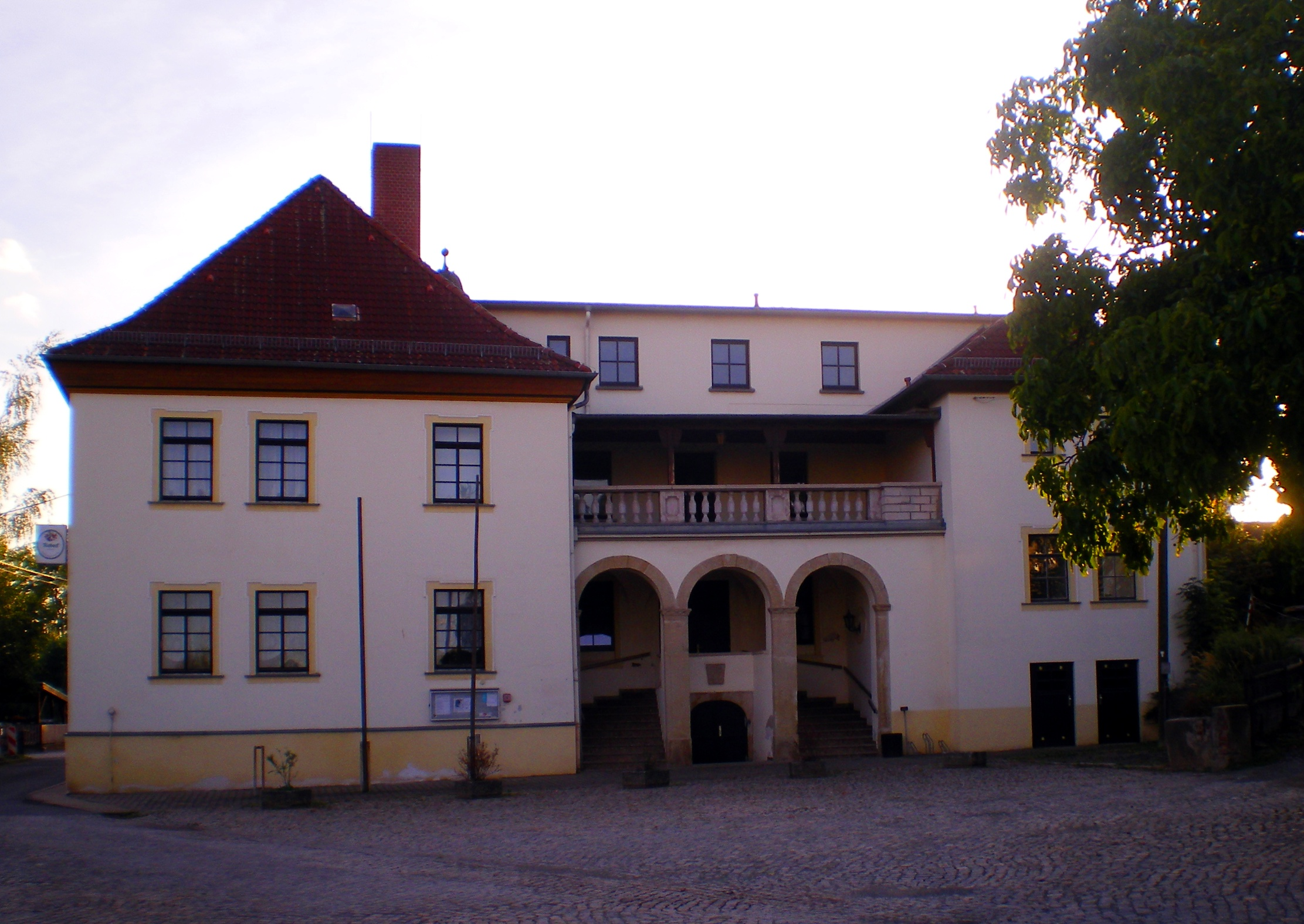
Schloss des ehemaligen Rittergutes

Die erste urkundliche Erwähnung des Ortes stammt aus dem Jahr 1465, als die Herren von Rudenitz mit dem Rittergut zu Kauern belehnt wurden. Weitere Lehnsherren waren ab 1488 drei Generationen der Familie von Friesen. Ihnen folgten unter anderen von Watzdorf, von Zehmen und von Bose.
Das Dorf Kauern gehörte zum Herzogtum Sachsen-Altenburg und besaß dadurch eine historisch gewachsene, enge Bindung zur nahegelegenen Stadt Ronneburg. Der zweigeschossige Westflügel des Schlosses stammt aus dem 16. Jahrhundert und wurde 1710 durch die Herren von Nauendorf barock überformt; eine stuckierte Felderdecke des 16. Jahrhunderts blieb erhalten. Der Nordflügel wurde 1945 abgebrochen. Die ehemalige Kapelle des Schlosses ist jetzt eine Filialkirche der Marienkirche Ronneburg.
Um den 25. März 1945 wurden mehr als 300 KZ-Häftlinge eines Todesmarsches in den Ort getrieben und mussten eine Woche in der Scheune des Rittergutes zubringen. Vor dem Abmarsch in Richtung Gera-Zwötzen begruben Mitgefangene mehrere Tote auf dem Friedhof.
Am 1. Juli 1950 wurden die Orte Lichtenberg und Gessen nach Kauern eingemeindet. 1958 begann die SDAG Wismut bei Lichtenberg mit der Errichtung des Tagebaues Lichtenberg. Bis 1976 entstand so ein bis zu 240 Meter tiefes Loch, dem Gessen und weite Teile des Ortes Lichtenberg zum Opfer fielen. Danach musste die Uranerzförderung in diesem Tagebau eingestellt werden, da eine Erweiterung aufgrund der Nähe zu Ronneburg und zum Bergwerk Schmirchau unmöglich wurde. Bis 1990 wurde der Tagebau teilweise mit Material aus den umliegenden Schächten verfüllt. Bis zur Bundesgartenschau 2007 wurde er wieder vollständig aufgefüllt und in die Neue Landschaft Ronneburg integriert.

### Einwohnerentwicklung

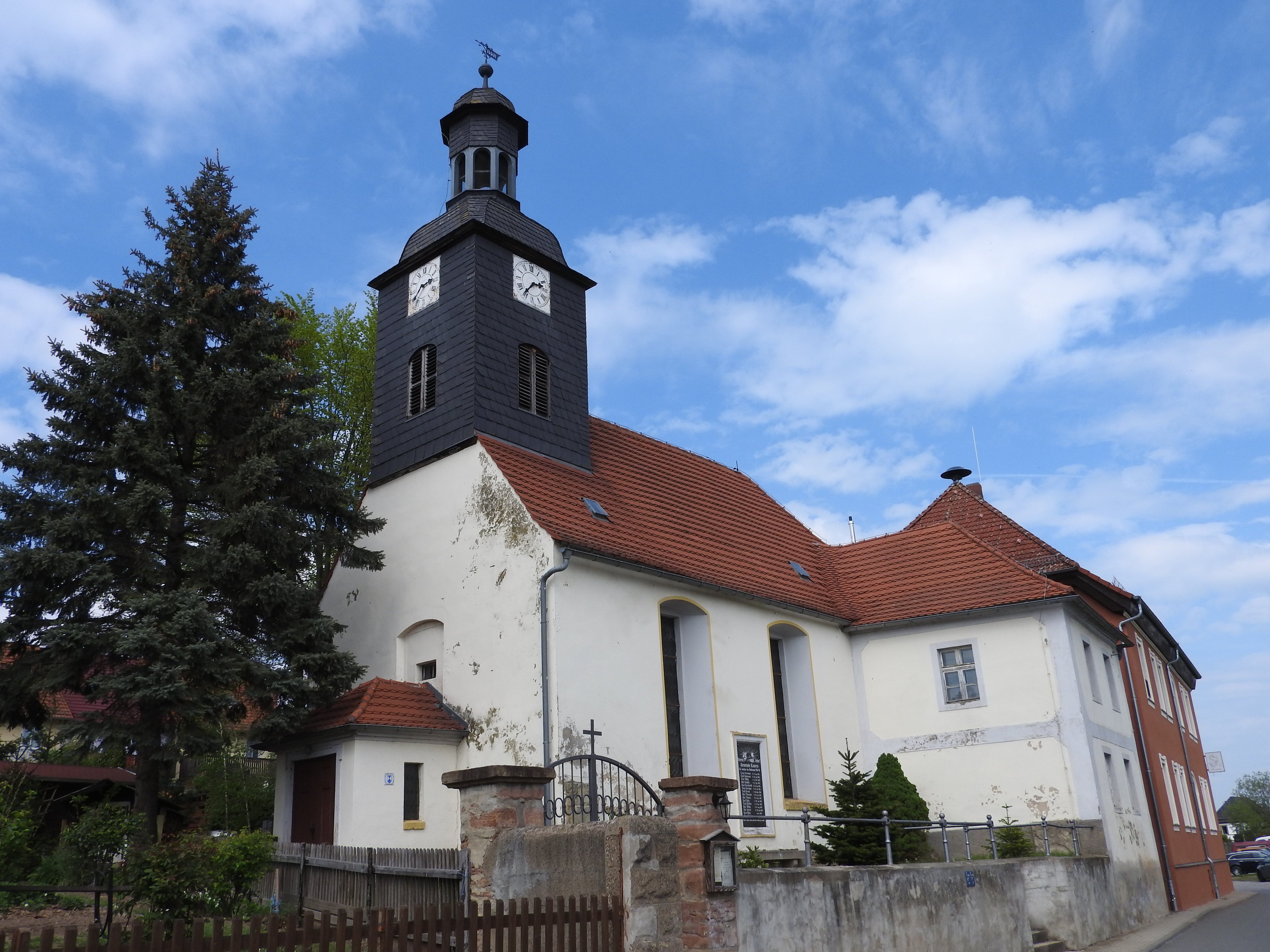
Kirche Kauern

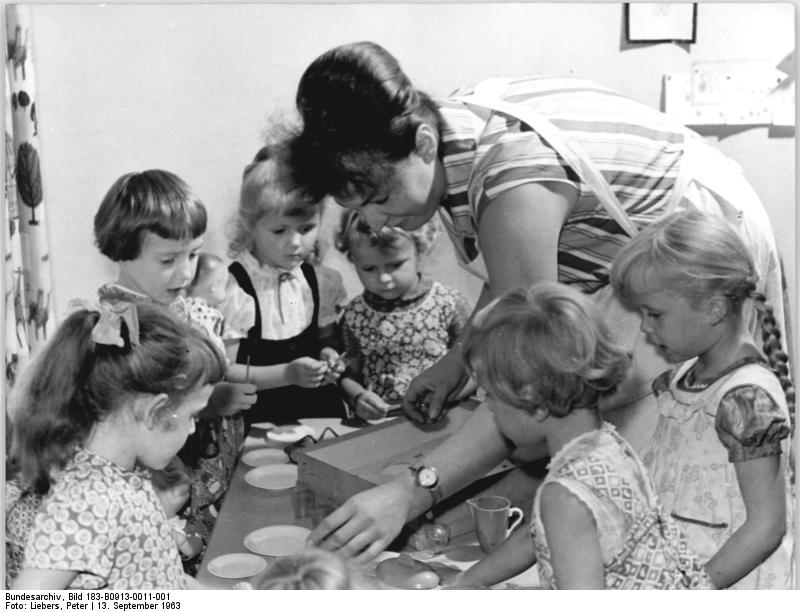
Blick in den Kindergarten, 1963

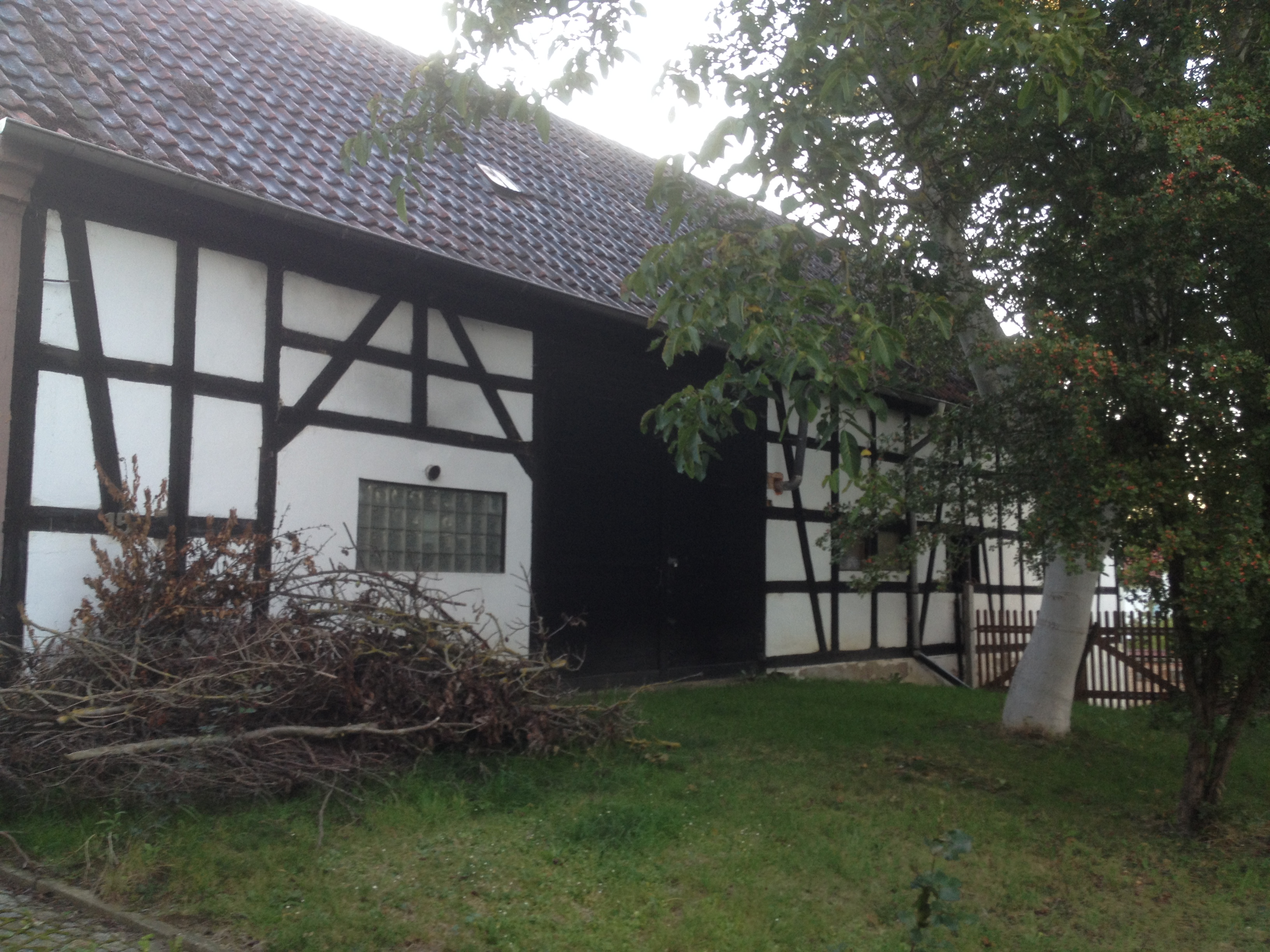
Fachwerkscheune Straßenseite

1933 wohnten im Ort Kauern 283 und 1939 266 Einwohner.
Entwicklung der Einwohnerzahl (Stand jeweils 31. Dezember):
| - 1994: 470 - 1995: 483 - 1996: 482 - 1997: 473 - 1998: 478 - 1999: 461 | - 2000: 475 - 2001: 479 - 2002: 470 - 2003: 460 - 2004: 447 - 2005: 452 | - 2006: 443 - 2007: 445 - 2008: 458 - 2009: 447 - 2010: 445 - 2011: 423 | - 2012: 418 - 2013: 410 - 2014: 411 - 2015: 401 - 2016: 401 - 2017: 393 | - 2018: 409 - 2019: 416 - 2020: 410 - 2021: 428 - 2022: 427 - 2023: 459 |

 Datenquelle ab 1994: Thüringer Landesamt für Statistik

## Politik

### Gemeinderat
Der Gemeinderat besteht aus sechs Mitgliedern. Zuletzt wurde er zur Kommunalwahlen in Thüringen 2024 in einer Mehrheitswahl bestimmt. Vier der Gemeinderatsmitglieder sind in der Interessengemeinschaft Kauern zusammengeschlossen, zwei in der Gruppe Miteinander für Kauern. Die Wahlbeteiligung lag bei 70,0 % (+8,2 %p).

### Bürgermeister
1994 setzte sich Matthias Spindler (UWG) im ersten Wahlgang mit 71,2 % der gültigen Stimmen durch. 1999 unterlag er Dietmar Scholz, der im ersten Wahlgang 85,0 % der Stimmen errang. Bei einer vorgezogenen Wahl am 1. Dezember 2002 wurde Jörg Bräunlich zum Bürgermeister gewählt.

## Wirtschaft und Infrastruktur
Kauern ist über die Kreisstraßen K 115 von Gera-Zwötzen nach Ronneburg und K 116 von Kauern über Hilbersdorf nach Pohlen erschlossen. Ein schmaler Fahrweg führt nach Poris-Lengefeld. Die Verkehrs- und Betriebsgesellschaft Gera (GVB) bindet mit der Buslinie 18 Kauern–Zwötzen–Kleinfalke–Großfalka die Gemeinde an die Geraer Straßenbahn in Zwötzen an. Die nächste Bahnstation befindet sich seit Aufgabe des Haltepunktes bei Gera-Kaimberg in Ronneburg. Der dem Luftsport dienende Flugplatz Gera-Leumnitz ist lediglich vier Kilometer entfernt.

### Wasserver- und Abwasserentsorgung
Die Gemeinde Kauern ist Mitglied im Zweckverband Wasser / Abwasser Mittleres Elstertal. Dieser übernimmt für die Gemeinde die Trinkwasserversorgung und Abwasserentsorgung.

## Persönlichkeiten
- Carl von Friesen (1551–1599), Rittergutsbesitzer und Amtshauptmann
- Heinz Wittig (1921–1989), SED-Funktionär
- Konrad Weichert (1934–2003), Segelsportler